# Earomyia lonchaeoides
Earomyia lonchaeoides är en tvåvingeart som beskrevs av Zetterstedt 1848. Earomyia lonchaeoides ingår i släktet Earomyia och familjen stjärtflugor. Arten är reproducerande i Sverige. Inga underarter finns listade i Catalogue of Life.